# Neoris huttoni
Neoris huttoni — вид чешуекрылых из семейства павлиноглазок. Размах крыльев 103—117 мм.

## Ареал и местообитания
Центральная Азия. Населяет биотопы с древесно-кустарниковой растительностью преимущественно на склонах предгорий. Особенно часто встречается на высотах 1500—2500 м над уровнем моря.

## Биология
Развивается в одном поколении за год, зимуют яйца. Время лёта бабочек с середины августа по сентябрь. Как и другие виды сатурний, Neoris huttoni на стадии имаго не питаются, из-за чего продолжительность их жизни ограничивается 2—3 сутками.
После спаривания самка откалывает яйца (грену) полукруглыми лентами по 10—20 штук. Всего в кладке одной самки бывает 150—300 яиц. Яйца продолговатый формы, размерами 2,6х1,6 мм, оливково-зелёного цвета с коричневыми пятнами с блестящей оболочкой. Яйца зимуют. Их инкубация возобновляется  весной следующего года с наступлением теплой погоды.
Гусеница зелёная или серо-коричневая, покрытая серебристыми волосами различной длины. Обычно гусеницы питаются, находясь при этом на нижней стороне листьев, прячась таким образом от врагов и неблагоприятных погодных условий. В зависимости от участка ареала, стадия гусеницы длится с апреля до августа. Гусеницы не являются строгими монофагами, но предпочитают фисташку и дикий миндаль. Также питаются Fraxinus, Pyrus, Salix, Prunus padus, Ligustrum, Rhus.
Перед линькой гусеницы делают паутинную выстилку на сухих ветках и приклеиваются к ней. К концу своего развития гусеницы достигают длины до 80 мм. Окукливаются на земле. Куколка длиной 30—35 мм.